# Heiterwanger-See-Straße
De Heiterwanger-See-Straße (L355) is een 1,61 kilometer lange Landesstraße (lokale weg) in het district Reutte in de Oostenrijkse deelstaat Tirol. De straat verbindt de Fernpassstraße (B179) in Heiterwang met het meer Heiterwanger See.,